# Anemonastrum
Anemonastrum es un género de plantas herbáceas perteneciente a la familia Ranunculaceae.

## Distribución
El área de distribución nativa de este género se extiende en las regiones templadas y subárticas de América del Norte, América del Sur, Europa, Asia, Groenlandia y Nueva Zelanda.

## Taxonomía
El género fue descrito por Josef Ludwig Holub y publicado en Folia Geobotanica et Phytotaxonomica 8: 158, en 1973.

#### Etimología
Anemonastrum: nombre genérico que se deriva de la combinación de dos palabras; Anemone, proveniente del griego ἄνεμος (ánemos); "viento", y ἄστρον (ástron); "estrella"; "Anemone de estrella", en referencia a la forma característica de las flores de las especies del género.

## Citología
Los géneros Anemonastrum y Anemone presentan una relación estrecha que se distingue por sus diferencias cromosómicas. Mientras que Anemonastrum exhibe un número cromosómico base haploide de n=7, Anemone, por su parte, tiene un número cromosómico base de n=8.

## Especies
Comprende 38 especies y 5 subespecies aceptadas:
- Anemonastrum antucense (Poepp.) Mosyakin y Lange, 2018
- Anemonastrum baicalense (Turcz.) Mosyakin, 2018
- Anemonastrum biarmiense (Juz.) Holub, 1977
- Anemonastrum calvum (Juz.) Holub, 1976
- Anemonastrum canadense (L.) Mosyakin, 2016
- Anemonastrum coelestinum (Franch.) Mosyakin, 2018
- Anemonastrum crinitum (Juz.) Holub, 1973
- Anemonastrum deltoideum (Douglas) Mosyakin, 2018
- Anemonastrum demissum (Hook.f. y Thomson) Holub, 1973
- Anemonastrum dichotomum (L.) Mosyakin, 2016
- Anemonastrum elongatum (D.Don) Holub, 1973
- Anemonastrum fasciculatum (L.) Holub, 1973
- Anemonastrum flaccidum (F.Schmidt) Mosyakin, 2018
- Anemonastrum geum (H.Lév.) Mosyakin, 2018
- Anemonastrum imbricatum (Maxim.) Holub, 1973
- Anemonastrum keiskeanum (T.Itô ex Maxim.) Mosyakin, 2018
- Anemonastrum narcissiflorum (L.) Holub, 1973
- Anemonastrum obtusilobum (D.Don) Mosyakin, 2018
  - Anemonastrum obtusilobum subsp. megaphyllum (W.T.Wang) Mosyakin, 2018
  - Anemonastrum obtusilobum subsp. nepalense (R.P.Chaudhary) Mosyakin, 2018
  - Anemonastrum obtusilobum subsp. obtusilobum
- Anemonastrum patulum (C.C.Chang ex W.T.Wang) Mosyakin, 2018
- Anemonastrum polyanthes (D.Don) Holub, 1973
- Anemonastrum polycarpum (W.E.Evans) Mosyakin, 2018
- Anemonastrum prattii (Huth ex Ulbr.) Mosyakin, 2018
- Anemonastrum protractum (Ulbr.) Holub, 1973
- Anemonastrum richardsonii (Hook.) Mosyakin, 2016
- Anemonastrum rockii (Ulbr.) Mosyakin, 2018
- Anemonastrum rupestre (Wall. ex Hook.f. y Thomson) Mosyakin, 2018
  - Anemonastrum rupestre subsp. gelidum (Maxim.) Mosyakin, 2018
  - Anemonastrum rupestre subsp. rupestre
- Anemonastrum sachalinense (Miyabe y T.Miyake) Starod., 1991
- Anemonastrum shikokianum (Makino) Holub, 1973
- Anemonastrum sibiricum (L.) Holub, 1973
- Anemonastrum smithianum (Lauener y Panigrahi) Holub, 1976
- Anemonastrum subindivisum (W.T.Wang) Mosyakin, 2018
- Anemonastrum subpinnatum (W.T.Wang) Mosyakin, 2018
- Anemonastrum tenuicaule (Cheeseman) de Lange y Mosyakin, 2018
- Anemonastrum tetrasepalum (Royle) Holub, 1973
- Anemonastrum trullifolium (Hook.f. y Thomson) Mosyakin, 2018
- Anemonastrum villosissimum (DC.) Holub, 1976
- Anemonastrum yulongshanicum (W.T.Wang) Mosyakin, 2018
- Anemonastrum zephyrum (A.Nelson) Holub, 1973